# Смужник рудобокий
Сму́жник рудобокий (Ptiloprora erythropleura) — вид горобцеподібних птахів родини медолюбових (Meliphagidae). Ендемік Західної Нової Гвінеї.

## Підвиди
Виділяють два підвиди:
- P. e. erythropleura (Salvadori, 1876) — півострів Чендравасіх;
- P. e. dammermani Stresemann & Paludan, 1934 — захід Нової Гвінеї.

## Поширення і екологія
Рудобокі смужники живуть у гірських тропічних лісах Західної Нової Гвінеї на висоті від 1300 до 2800 м над рівнем моря.